# Distrikt Tupe

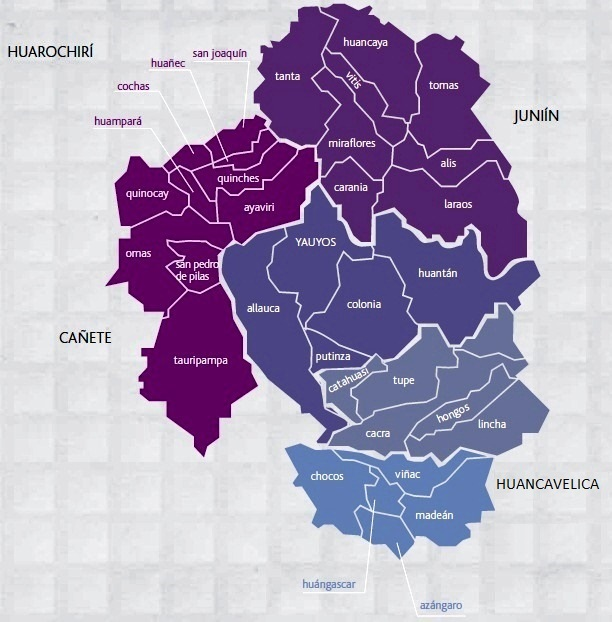
Karte der Provinz Yauyos

Der Distrikt Tupe liegt in der Provinz Yauyos in der Region Lima im zentralen Westen von Peru. Der Distrikt wurde am 15. Juli 1936 gegründet. Er besitzt eine Fläche von 290 km². Beim Zensus 2017 wurden 554 Einwohner gezählt. Im Jahr 1993 lag die Einwohnerzahl bei 655, im Jahr 2007 bei 655. Sitz der Distriktverwaltung ist die 2836 m hoch gelegene Ortschaft Tupe mit 334 Einwohnern (Stand 2017). Tupe befindet sich 33,5 km südsüdöstlich der Provinzhauptstadt Yauyos.

## Geographische Lage
Der Distrikt Tupe befindet sich in der peruanischen Westkordillere im zentralen Süden der Provinz Yauyos. Die Längsausdehnung in WSW-ONO-Richtung beträgt 37 km, die maximale Breite liegt bei etwa 13 km. Der Distrikt reicht im Westen bis auf 1,5 km an den Río Cañete heran. Im Osten reicht der Distrikt bis zur kontinentalen Wasserscheide. Der größte Teil des Distrikts wird über die Quebrada Tupe nach Westen zum Río Cañete entwässert. Der äußerste Osten liegt im Einzugsgebiet des weiter südlich verlaufenden Río Cacra.
Der Distrikt Tupe wird im Südwesten, im Westen und im Nordwesten vom Distrikt Catahuasi umschlossen. Der Distrikt Tupe grenzt im Norden an die Distrikte Colonia und Huantán, im Osten an die Distrikte Chongos Alto (Provinz Huancayo) und Acobambilla (Provinz Huancavelica) sowie im Südosten an den Distrikt Cacra.

## Ortschaften
Im Distrikt gibt es neben dem Hauptort folgende größere Ortschaften:
- Aiza